# Oedmoertse Autonome Oblast
De Oedmoertse Autonome Oblast (Russisch: Удмуртская автономная область, Oedmoertskaja avtonomnaja oblast) was een autonome oblast in de Sovjet-Unie. 
De autonome oblast ontstond op 4 november 1920 als Votische Autonome Oblast (Russisch: Вотская автономная область, Votskaja avtonomnaja oblast) uit het leefgebied van de Oedmoerten, voorheen ook wel Votjaken genoemd. Doordat de Oedmoerten de aanduiding Votjaken als een scheldwoord zagen werd de naam van de oblast op 1 januari 1932 in de Oedmoertse Autonome Oblast veranderd. Deze autonome oblast stond aanvankelijk onder directe jurisdictie van de RSFSR, maar werd in 1929 onder jurisdictie van de kraj Gorki geplaatst en vanaf 1934 onder jurisdictie van de kraj Kirov. Op 28 december 1934 werd de Oedmoertse autonome oblast in status verhoogd tot de Oedmoertse Autonome Socialistische Sovjetrepubliek en in 1936 werd deze een zelfstandig onderdeel van de Russische Socialistische Federatieve Sovjetrepubliek die na de opheffing van de Sovjet-Unie opging in de republiek Oedmoertië.